# Robert Tigerstedt
Robert Adolf Armand Tigerstedt, född 28 februari 1853 i Åbo, död där 2 december 1923, var en finlandssvensk läkare och professor i fysiologi. Tigerstedt var som representant för sin vetenskap en av samtidens främste. Han blev 1890 ledamot av Vetenskapsakademien, 1901 av Vetenskapssocieteten i Uppsala och 1913 av Fysiografiska sällskapet i Lund. Han var medicine och filosofie hedersdoktor, och även ledamot av Finska Vetenskaps-Societeten (1900) samt av ett stort antal andra lärda samfund och tilldelades flera vetenskapliga pris och utmärkelser. Han var far till Carl Tigerstedt.

## Biografi
Tigerstedt blev student vid Kejserliga Alexanders Universitetet i Finland i Helsingfors 1869, filosofie magister 1873, disputerade för medicine doktorsgrad på avhandlingen Studien über mechanische Nervenreizung (1880) samt blev medicine och kirurgie doktor 1881. Han förordnades samma år till docent i fysiologi vid Kejserliga Alexanders Universitetet i Finland, men tog redan 1882 avsked efter att 1881 ha blivit tillförordnad och 1882 ordinarie laborator i fysiologi vid Karolinska institutet i Stockholm. Där förestod han professuren i fysiologi från och med höstterminen 1884 till 1886, då han utnämndes till ordinarie professor i detta ämne, och blev 1900 professor i fysiologi vid Helsingfors universitet (som efterträdare till Konrad Hällstén). Från 1897 var Tigerstedt redaktör för det i Leipzig utkommande "Skandinavisches Archiv für Physiologie".
Tigerstedt förordnades efter finska inbördeskriget 1918 till överläkare vid Dragsviks fångläger utanför Ekenäs, den enda läkarbefattning han innehade under sin långa karriär. Han försvarade då krigsfångarnas rättigheter efter det tragiska  inbördeskriget efter frigörelsen från Ryssland. I samma anda blev han ordförande i kommittéer för hjälp åt Finlands barn (1919-21), för uppgörande av spisordning åt den finska armén (samma år), för anordnande av vetenskaplig prövning av militärflygare (1922; han inredde ett laboratorium för sådan prövning). Tigerstedt avgick 1919 från professuren i Helsingfors, men höll på medicinska fakultetens föranstaltande fria föreläsningar i fysiologi till sin död.

## Forskning
Tigerstedt utövade omfattande verksamhet som forskare, lärare och författare i sitt ämne. Åren 1881-1884 arbetade han under skilda tider på Carl Ludwigs laboratorium i Leipzig och besökte ett flertal fysiologiska laboratorier i Europa. Sin härunder förvärvade erfarenhet tillgodogjorde han vid inredningen av det nybyggda fysiologiska laboratoriet i Stockholm 1885. Under denna tid utförde Tigerstedt en hel del undersökningar, behandlande frågor inom allmänna nervfysiologin, muskelryckningens latenstid, grodhjärtats innervation, filtration genom djurmembraner, tidsförloppet vid processer inom centrala nervsystemet. På det nya laboratoriet inriktades arbetet att börja med huvudsakligen på undersökningar om blodomloppet. Själv undersökte Tigerstedt orsakerna till blodtryckets stabilitet vid varierande vätskemängd i kärlsystemet, hjärtverksamheten vid varierande motstånd i artärerna, däggdjurshjärtats nutrition, blodfördelningen i kroppen, hjärtats slagvolym, blodtillförseln till njuren, inverkan av njurextrakt på blodkärlens muskler.
År 1887 utgav Tigerstedt Fysiologiska principer för kroppens näring, föreläsningar, som han 1886 hållit vid en fortbildningskurs för läkare, och 1888 började på Tigerstedts initiativ och under hans ledning en serie näringsfysiologiska undersökningar. Sedan Tigerstedt överflyttat till Helsingfors, fick han tillfälle att där inrätta ett nytt synnerligen väl utrustat laboratorium, på vilket han utfört många arbeten på skilda områden av fysiologin. Tigerstedts experimentella arbeten är publicerade i "Bihang till Kungliga Vetenskapsakademiens handlingar" 1882-1888, "Zeitschrift für Biologie" 1883-1884, "Archiv für Anatomie und Physiologie" 1884, samt i "Skandinavisches Archiv für Physiologie".
Enligt Tigerstedt var dagsintaget av magnesium i början på 1900-talet i genomsnitt ca 1250 mg och nu är det ca 250 mg. Detta kan jämföras med det rekommenderade dagsintaget på 350-400 mg vilket skulle innebära att stora delar av befolkningen har magnesiumbrist. Vid diskussion om näringsinnehåll i mat nuförtiden jämfört med tidigare finns få äldre studier att jämföra med, och Tigerstedts värde för magnesium är ofta citerat.

### Renin
Tigerstedt upptäckte i samarbete med sin assistent Per Gustaf Bergman hormonet renin medan han arbetade vid Karolinska institutet i Stockholm. Det presenterades första gången år 1897 vid en kongress i Moskva följt av utförlig redovisning inklusive benämningen renin år 1898 i tidskriften Skandinavisches Archiv für Physiologie. Upptäckten var betydligt före sin tid då vare sig kunskap, utrustning och laboratorieskicklighet var tillräckligt utvecklade så andra lyckades inte reproducera Tigerstedts resultat, utan de föll mer eller mindre i glömska under närmare 40 år till inpå 1930-talet, varefter en snabb och intensiv forskning kring hormonet vidtog.

## Författare
Tigerstedt var en framstående läroboksförfattare. Hans Lehrbuch der Physiologie des Menschen (två band, 1897-1898; tionde upplagan 1923) blev prisbelönt och som komplement därtill utgav han Physiologische Übungen und Demonstrationen (1913). Vidare kan anföras hans Blodomloppets fysiologi (1889-1890; tysk upplaga Lehrbuch der Physiologie des Kreislaufes, 1893), Hjärnan såsom organ för tanken (1889), Grundsatser för utspisningen i allmänna anstalter (1891) och Föreläsningar i hälsolära (1895). Tigerstedt var också starkt engagerad mot alkoholmissbruket och skrev en del nykterhetsskrifter. Vidare skrev han en rad arbeten om de medicinska och kemiska vetenskapernas historia samt verket Johan Vilhelm Runeberg (1918).